# Província de Talagante
La província de Talagante se situa en el centre-ponent de la Regió Metropolitana de Santiago de Xile, té una superfície de 601,9 km² i posseïx una població aproximada de 217.449 habitants. La seva capital provincial és la ciutat de Talagante. La seva principal activitat està en el sector agroindustrial. Han passat diversos personatges per aquesta ciutat com els Germans Carrera, els quals posseïen una innombrable quantitat de terres i negocis en aquesta regió.

## Comunes de la província de Talagante
La província està constituïda per 5 comunes:
- Illa de Maipo;
- El Monte;
- Padre Hurtado;
- Peñaflor
- Talagante.